# هاري كو
هاري كو (بالإنجليزية: Harry Coe)‏ هو منافس ألعاب قوى أمريكي، ولد في 25 يونيو 1885، وتوفي في 1977.

## وصلات خارجية
- هاري كو على موقع أوليمبيديا (الإنجليزية)